# Honda Avancier
Der Honda Avancier war ein Crossovermodell der Automobilherstellerfirma Honda, das auf dem japanischen Markt verkauft wurde.

## Motoren

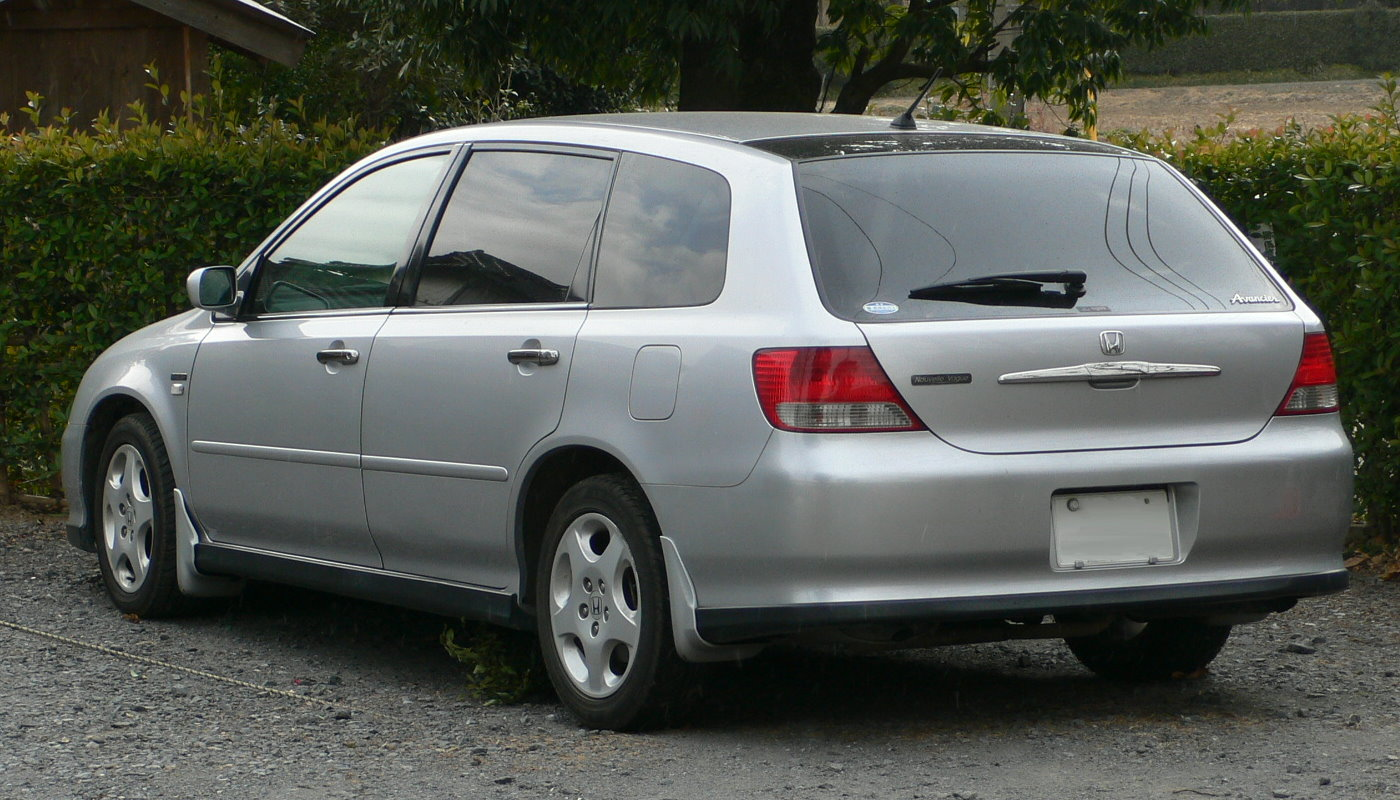
Heckansicht Honda Avancier

Das Fahrzeug wurde mit zwei Motorenmodellen ausgeliefert, einem 2,3-Liter-Vierzylinder-Reihenmotor mit 112 kW (152 PS) und einen 3,0-Liter-V6-Motor mit (150 kW) (204 PS). Beide konnte man auch mit Automatikgetriebe erwerben, wobei der V6 ein Fünfstufen-Automatik war. Auch konnte man in dem V6 ein Abstandskontrollsystem bestellen. Für die 2,3-Liter-Maschine war auch ein Allradantrieb erhältlich.